# الثورة الليبرالية (1820)
الثورة الليبرالية لعام 1820 (بالبرتغالية: Revolução Liberal‏)، كانت ثورة سياسية برتغالية اندلعت عام 1820. بدأت مع تمرد عسكري في مدينة بورتو، في شمال البرتغال، انتشر بسرعة وبسلام إلى بقية البلاد. أدت الثورة في عودة في عام 1821 من المحكمة البرتغالية إلى البرتغال من البرازيل، حيث فرّوا خلال حرب الاستقلال الإسبانية، وبدأت الفترة الدستورية الفترة التي تم فيها التصديق وتنفيذ دستور 1822. كان للأفكار الليبرالية تأثير مهم على المجتمع البرتغالي والتنظيم السياسي في القرن التاسع عشر.

## خلفية تاريخية
من 1807 إلى 1811 غزت قوات نابليون الفرنسية البرتغال ثلاث مرات. ونتيجة لذلك، تم نقل العائلة المالكة البرتغالية إلى المستعمرة البرتغالية البرازيل، حيث بقي حتى 1821. من البرازيل، حكم الملك البرتغالي جواو السادس إمبراطوريته عبر القارات لمدة ثلاثة عشر عاماً.
بعد هزيمة القوات الفرنسية في عام 1814، شهدت البرتغال فترة طويلة من الاضطراب السياسي، حيث سعى الكثيرون إلى مزيد من الحكم الذاتي للشعب البرتغالي. في نهاية المطاف، وضعت هذه الاضطرابات حداً لإقامة الملك الطويلة في البرازيل، عندما طلب الثوار عودته إلى البرتغال.
على الرغم من أن البرتغاليين شاركوا في هزيمة الفرنسيين، إلا أن البلاد وجدت نفسها مستعمرة بالبرازيل أو محمية بريطانية. استاء ضباط الجيش البرتغالي من السيطرة البريطانية على القوات المسلحة البرتغالية. بالإضافة إلى المرسوم رقم 1808 الخاص بفتح الموانئ للدول الصديقة، فقد أنهى عملياً ما يسمى «الميثاق الاستعماري» (انظر: إتجارية)، ومعاهدتي 1810، اللتين ضمنتا وضعاً مفضلاً للمنتجات البريطانية التي تدخل البرتغال، أهلكت تجارة مدن مثل بورتو ولشبونة وأدت إلى أزمة اقتصادية عميقة أثرت على البرجوازية. كانت مدينة بورتو، مع برجوازية قوية وديناميكية وتقاليد ليبرالية، المكان الذي بدأت فيه الثورة الليبرالية.
بعد الهزيمة المؤكدة لنابليون في عام 1815، تم تشكيل المجلس السرّي الأعلى للتجديد في البرتغال والغارف في لشبونة من قبل ضباط الجيش و‌الماسونيين، برئاسة الجنرال جوميز فريري دي أندرادي - السيد الأكبر أوف غراندي أورينتي لوسيتانو والجنرال السابق نابليون بونابرت حتى هزيمته في عام 1814 - بهدف إنهاء السيطرة البريطانية على البلاد وتعزيز «الخلاص والاستقلال» للوطن. في وجودها القصير، حاولت الحركة إدخال الليبرالية في البرتغال، رغم أنها فشلت في النهاية في تحقيق ذلك. في عام 1817، استنكر ثلاثة بنائين هم جواو دي سا بيريرا سواريس ومورايس سارمينتو وخوسيه أندرادي كورفو هذه الحركة للسلطات، التي ألقت القبض على العديد من المشتبه فيهم، بما في ذلك فريري دي أندرادي، الذي اتُهم بالتآمر ضد جواو السادس، ممثلة البرتغال القارية ريجنسي، ثم تشرف عليها السلطة العسكرية البريطانية برئاسة وليام كار بيريسفورد.
في أكتوبر 1817، عثرت ريجنسي على 12 من المتهمين بتهمة الخيانة العظمى ضد الأمة وحكم عليهم بالإعدام شنقاً. اعتزم بيريسفورد تعليق العقوبة حتى يتم تأكيدها من قبل جواو السادس، لكن ريجنسي، حكماً على أن هذه الخطوة كانت خفيفة بالنسبة لسلطتها، أمر بإعدامها الفوري، الذي وقع في 18 أكتوبر في كامبو دو سانتانا (اليوم، كامبو دوس، «ميدان شهداء الوطن»). تم إعدام فريري دي أندرادي في نفس اليوم في أويرس. وأثارت عمليات الإعدام احتجاجات ضد بيريسفورد وريجينسي وشددت من حدة المشاعر المعادية لبريطانيا في البلاد.
بعد عامين من عمليات الإعدام، غادر بيريسفورد إلى البرازيل ليطلب من الملك المزيد من الموارد والصلاحيات لقمع الوجود المستمر لما أسماه «اليعاقبة»، والتي مُنحت له. في غيابه، اندلعت ثورة بورتو في عام 1820، وعند وصوله من البرازيل، مُنع من النزول إلى لشبونة.

## الثورة

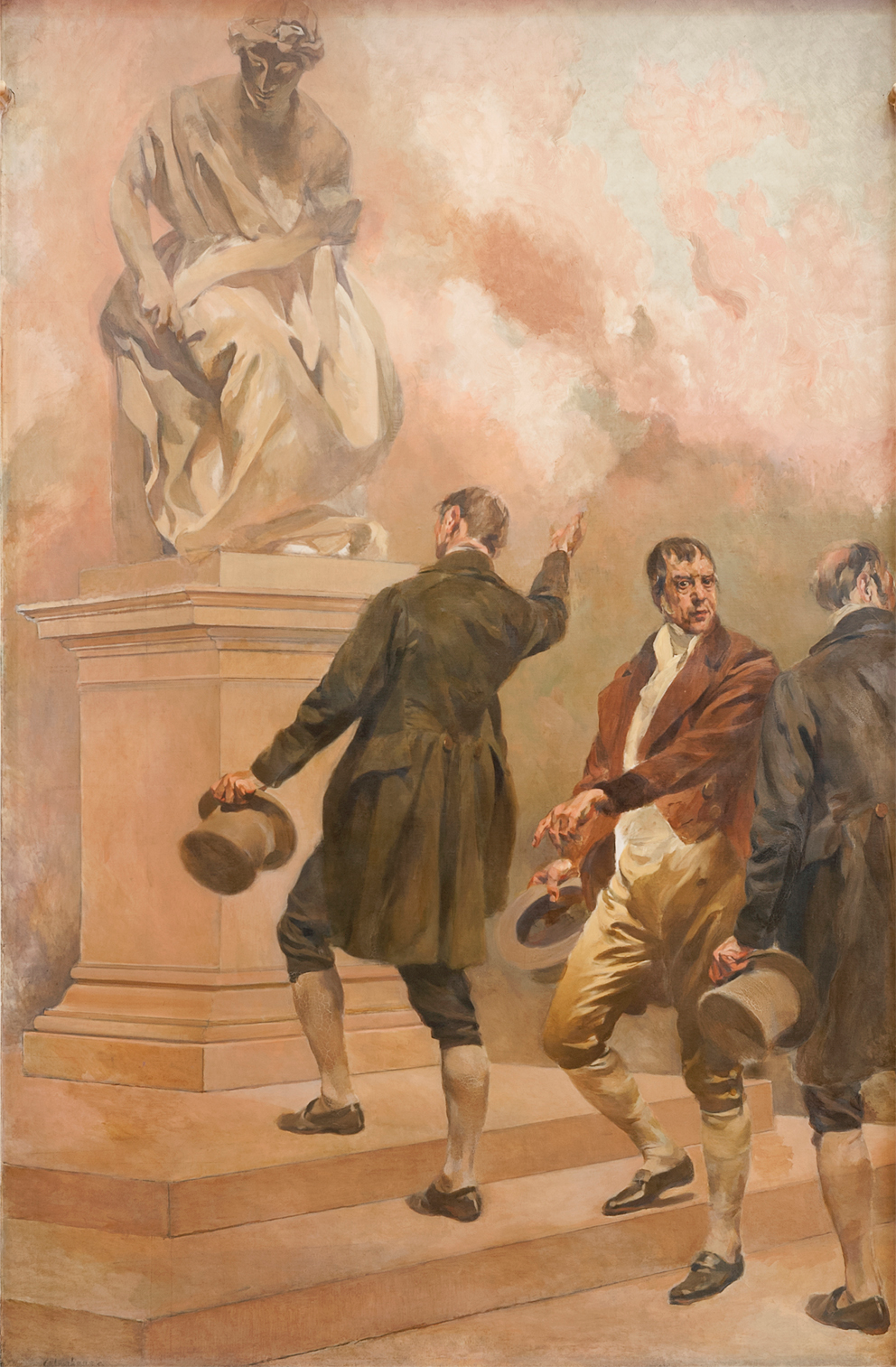
لوحة للبرلمانيين من 1822: مانويل فرنانديز توماس، مانويل بورخيس كارنيرو، خواكيم أنطونيو دي أغيار (كولومبانو بوردالو بينهيرو، 1926).

بدأت الثورة الليبرالية في بورتو، التي تأثرت بثورة ترينيو الليبرالية المتزامنة في إسبانيا في 1 يناير 1820، وانتشرت بسرعة دون مقاومة لعدة مدن وبلدات برتغالية أخرى، وبلغت ذروتها بثورة لشبونة. طالب الثوار بالعودة الفورية للديوان الملكي إلى البرتغال من أجل «استعادة الكرامة المتروبولية». في الواقع، لم تفرض الثورة الليبرالية في عام 1820 عودة الملك فحسب، بل طالبت أيضاً بإقامة ملكية دستورية في البرتغال. سعى الثوار أيضاً إلى استعادة التفرد البرتغالي في التجارة مع البرازيل، وعودة البرازيل إلى وضع مستعمرة، ليتم تقليصها رسمياً إلى «إمارة البرازيل»، بدلاً من مملكة البرازيل، كانت المملكة البرازيلية في الخمس سنوات الماضية من الناحية القانونية جزءً مساوٍ ومكوناً للمملكة المتحدة للبرتغال والبرازيل والغرب. نظم الثوار انتخاب جمعية دستورية ناقشت طبيعة الحكومة المستقبلية. أسفرت الانتخابات عن نواب من المهن (المحامين والأساتذة) وليس من التجار الذين قادوا الثورة. احتل المحترفون الآن زمام المبادرة في الثورة. تمت صياغة الدستور الذي تمت الموافقة عليه في عام 1822 عن كثب وفقاً للدستور الإسباني لعام 1812.

## بعد
بعد عودة جواو السادس إلى البرتغال في عام 1821، أصبح وريثه الظاهر بيدور الأول حاكماً لمملكة البرازيل. بعد سلسلة من الأحداث والنزاعات السياسية، أعلنت البرازيل استقلالها عن البرتغال في 7 سبتمبر 1822. في 12 أكتوبر 1822، تم الاعتراف ببيدرو كأول إمبراطور للبرازيل. توِّج في 1 ديسمبر 1822. اعترفت البرتغال بسيادة البرازيل في عام 1825.
في عام 1823، تم تنظيم أول ثورة ضد النظام الدستوري من قبل ميغيل الأول والعميد جواو كارلوس سالدانها، والتي تمكنت من إغلاق البرلمان وإقناع الملك جواو السادس باستدعاء بيريسفورد كمستشار. في عام 1826 توفي جواو السادس بدون وريث واضح، مما زاد من زعزعة استقرار الأمة. عند الاستيلاء على العرش، قاد ميجيل تمرداً آخر ضد الحكومة الدستورية، مما أدى إلى اندلاع ست سنوات من الحروب الأهلية، التي حرضت ضد شقيقه، والآن بيدرو الرابع من البرتغال، الذي ترأس الفصيل الليبرالي.